# Gerbovits Jenő
Gerbovits Jenő (Zics, 1925. május 13. – Zics, 2011. augusztus 24.)  magyar politikus (FKGP), 1990–1991-ben kárpótlásért felelős tárca nélküli miniszter.

## Életpályája
Somogy vármegyében született. 1945-től tagja volt a Kisgazdapártnak. Kertészmérnöki diplomát szerzett 1957-ben. Angliába távozott, de még ugyanabban az évben hazajött.  A rendszerváltás idején a Magyar Parasztszövetség főtitkára, a Független Kisgazda- és Polgári Párt országos főtitkár helyettese volt.
Gerbovits Jenő az Antall-kormányban 1990. május 23-a és 1991 január 16-a között  kárpótlásért felelős tárca nélküli miniszter volt.  A továbbiakban nyugdíjasként falujában gazdálkodott. Traktorbalesetben vesztette életét -  86 éves korában saját készítésű traktorja alá szorult.

## Külső hivatkozások
- Bölöny, József – Hubai, László: Magyarország kormányai 1848–2004 [Cabinets of Hungary 1848–2004], Akadémiai Kiadó, Budapest, 2004 (5. kiadás).
- Zsigmond Király Főiskola - Jelenkutató Csoport
- parlament.hu